# Бак (река)
Бак (Голяма Рибна река) (на английски: Back River, Great Fish River) е река в северна Канада, Северозападни територии и територия Нунавут, вливаща се в залива Чантри на Северния ледовит океан. Дължината ѝ от 974 km ѝ отрежда 19-о място сред реките на Канада.

## Географска характеристика

### Извор, течение, устие
Река Бак изтича от безименно езеро, разположено северно от езерото Ейлмър в североизточната част на канадските Северозападни територии, на 382 м н.в. Тече на запад в езерото Съсекс, след това на север в езерото Мускокс, на границата между канадските Северозападни територии и Нунавут, където приема левия си приток река Айси. Преминава през бързеите Мускокс Рапидс, приема левия си приток река Контуойто и продължава на изток през ниското възвишение Хейуд. След това тече тече през бързеите Мали Рапидс, приема левия си приток Сиорак, завива на югоизток и навлиза в езерото Бичи. След като изтече от езерото продължава на изток, като последователно в нея се вливат реките Бейли (десен приток), Уорън (ляв приток) и Джервойс (десен приток).
По-нататък река Бак преминава през бързеите Хоук Рапидс, приема десните си притоци Маккинли и Консул, завива на североизток, приема отляво река Булън и навлиза в езерото Пели на 156 м н.в. След това реката последователно преминава през езерата Ъпър Гари (там приема десния си приток река Морс), Гари, Лоуър Гари, Булиард, Ъпър Макдугал и Лоуър Макдугал.
След като изтече от последното езеро, река Бак преминава последователно през бързеите Рок Рапидс, Синклер Фолс, Ескейп Рапидс, Садхил Рапидс и Улф Рапидс и приема отдясно река Медоубанк. По-нататък реката заобикаля възвишението Медоубанк, приема притоците си Херман (десен) и Монтресор (ляв), минава покрай височината Маккей и през бързеите Уирпул и се влива в езерото Франклин. Продължава на североизток, приема отляво река Мистейк и отдясно река Хейс, и се влива в южната част на залива Чантри на Северния ледовит океан

### Водосборен басейн, притоци
Площта на водосборния басейн на реката е 106 500 km2. На северозапад и север водосборният басейн на Бак граничи с водосборните басейни на множество къси реки, вливащи се директно в Северния ледовит океан, на юг – с водосборния басейн на река Телон, вливаща се в Хъдсъновия залив, а на югозапад – с басейна на река Локхарт, вливаща се в Голямото Робско езеро, от системата на река Маккензи.
Основните притоци на река Бак са:
- Айси (ляв)
- Контуойто (ляв)
- Сиорак (ляв)
- Бейли (десен)
- Уорън (ляв)
- Джервойс (десен)
- Маккинли (десен)
- Консул (десен)
- Булън (ляв)
- Морс (десен)
- Медоубанк (десен)
- Херман (десен)
- Монтресор (ляв)
- Мистейк (ляв)
- Хейс (десен)

### Хидроложки показатели
Многогодишният среден дебит на реката в устието ѝ е 612 m3/s. Максималният отток е през юни – юли, а минималният е през февруари – март. Подхранването на реката е предимно снегово. От октомври до май реката е скована от ледена покривка.

## Откриване и изследване на реката
Най-горното течение на реката е открито в началото на септември 1833 г. от английския полярен изследовател Джордж Бак. В началото на юли следващата година Бак с девет спътника отново стига до реката, започва спускане по нея и в края на месеца, след като открива и проследява цялото ѝ течение, достига до устието ѝ в залива Чантри..
На първите издадени карти след пътешествието на Бак реката запазва своето индианско название Thlew-ee-choh, в превод „Голяма рибна река“, но по-късно е преименувана на Бак в чест на своя откривател.